# Walter Schönau
Walter Schönau (Wadenoijen, 7 augustus 1936 – Groningen, 30 juli 2025) was een Nederlands germanist en emeritus-hoogleraar Moderne Duitse Letterkunde aan de Rijksuniversiteit Groningen.
Schönau bezocht het gymnasium in Tiel en studeerde vervolgens Duitse taal- en letterkunde aan de Gemeentelijke Universiteit Amsterdam. Na een kort studieverblijf aan de Georg-August-Universität in Göttingen, kwam hij als wetenschappelijk assistent in dienst van de Amsterdamse gemeentelijke universiteit, waar hij in 1968 promoveerde op de dissertatie Sigmund Freuds Prosa. Literarische Elemente seines Stils (een boek dat in 2004 in een, op sommige punten gewijzigde, handelseditie werd uitgegeven). 
In 1962 werd hij aangesteld als wetenschappelijk ambtenaar aan de Rijksuniversiteit Groningen, waar hij in 1978 werd bevorderd tot lector met als leeropdracht de Moderne Duitse Letterkunde. In 1980 werd zijn lectoraat, met dat van alle andere Nederlandse lectoren, omgezet in een gewoon hoogleraarschap. Professor Schönau was van 1987 tot 1989 decaan van de Groningse Letterenfaculteit.
In zijn onderzoek opereert Schönau op het snijvlak van literatuurwetenschap en psychoanalyse, een onderzoeksterrein dat hij in Groningen uitwerkte met zijn collega voor de Franse Letterkunde, Henk Hillenaar. Op dat gebied heeft hij meer dan honderd publicaties op zijn naam staan, waaronder een aantal boeken en (congres)bundels. 
Hij is Ridder in de Orde van Oranje Nassau.
Schönau overleed op 88-jarige leeftijd.